# ウェイクボード

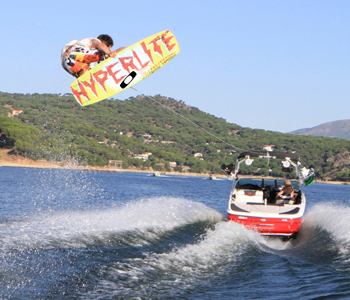

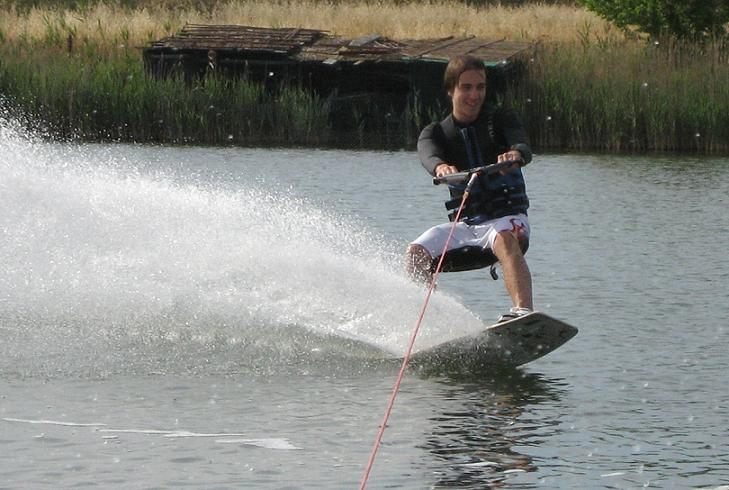

ウェイクボード (wakeboarding) とは、モーターボート等に持ち手（ハンドル）の付いたロープを設置してう航行し、それをボートの後部で握った人が板状の滑走具に乗り曳航されながら水面を滑るウォータースポーツである。
曳航方向に向かって足先が正面に向くものを水上スキー、横に向くものをウェイクボード等に大別できる。

## 概要

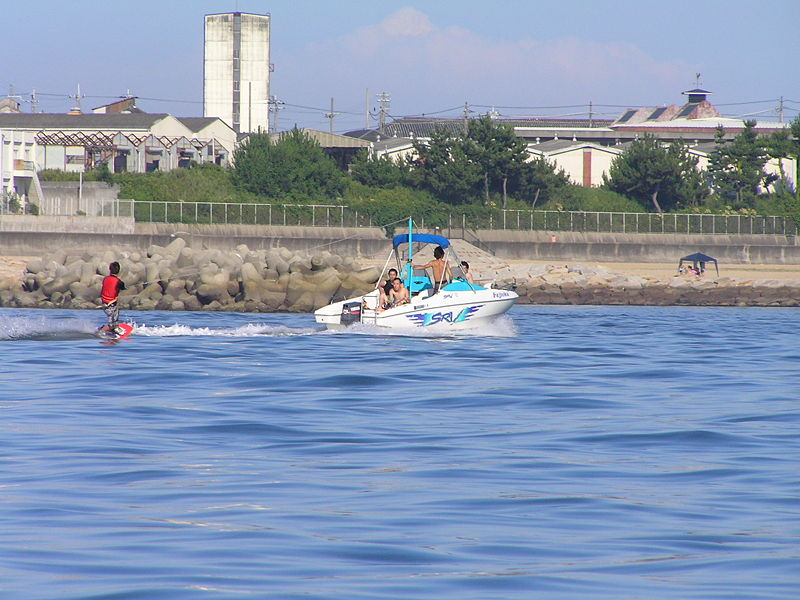
日本でのウェイクボード

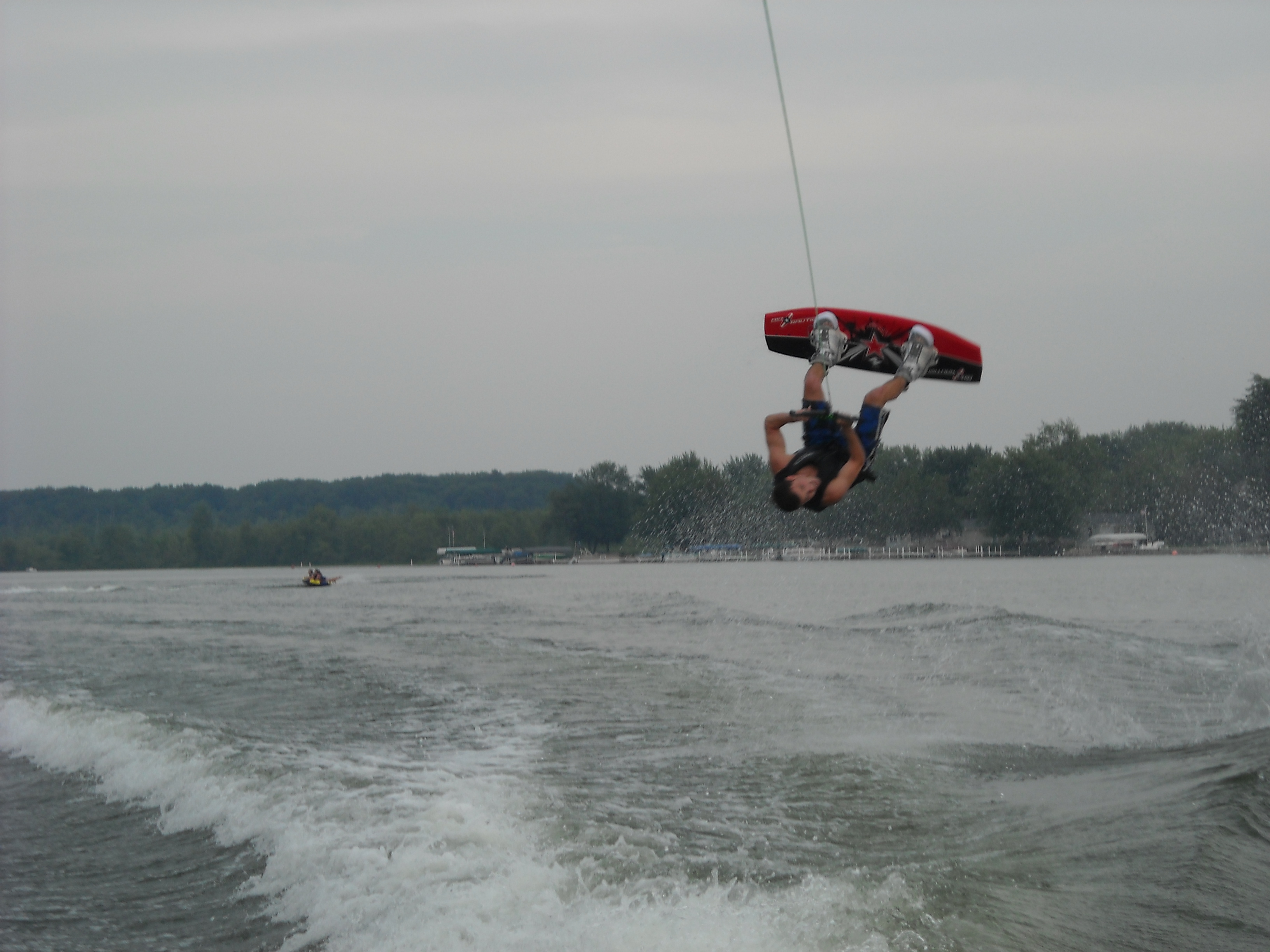
ウェイクボードのトリック （バックロール）

ウェイクボードの滑走形態は、「縦乗り」で雪上を滑走するスキーに類似して水上を滑走する水上スキーがあるように、「横乗り」で雪上を滑走するスノーボードの水上版と比喩することができる。
すなわちウェイクボードは、進行方向が短辺となる概ね長方形の一枚の板に両足先が進行方向に対して直角方向になるような向きで乗り（横乗り）、ロープでボートに曳かれることによって水上を滑走する。横乗りの、特に両足が板に固定されているものをウェイクボードと呼ぶ。
水上スキーに比べてスタイリッシュなトリックなどのバリエーションがより多くあるとされ、また若年層を初めとした横乗りスポーツへの指向の拡大により、日本国内では2000年代には水上スキー人口を凌ぐ競技人口となっている。
多くの体力を消費するスポーツであるため、1回の滑走は一般人の場合15分～20分程度が普通で、1日に2～3回程度までが標準的とされる。（プロの場合は1回に30分以上滑走することもある。）
ウェイクボードに類似したものとしては、より短い板に両足を固定せずに靴を履いて横向きに乗るウェイクスケートや、ボートの曳き波の上をロープを用いずに滑走するウェイクサーフィンなどがあり、それぞれ専用の道具を用いる。

## ウェイクボードの道具
ウェイクボードの板は、躯体に樹脂とグラスファイバーを混在させた浮力のある成形体によって作られている。標準的なサイズは、スノーボードの板に比べると同様な体格において20 cm程度全長が短く、横幅はより広くなっている。底部には通常脱着可能な小型のフィンがあり、滑走の安定を図っている。足を挿入するバインディング（ブーツ）は、進行方向に対して横向きにスタンスを取るように板に金具で固定されて配置されており、素足で装着する。以前は足先が出ているものが多かったが、近年では足全体を覆うブーツタイプのものも多い。またスノーボードのように、ブーツとバインディングが分離するタイプのものもある。バインディングの設置角度やスタンス幅は可変で、両足は左右対称に設定することも多い。
滑走者を曳航するロープは「ライン」と呼ばれ、多くは17 mから20 m程度の長さで、ボートの曳き波の形状などに応じて長さを調整する。滑走者が持つハンドルは概ね三角形の底辺を持つような形状になっている。回転トリック用に2つ目の小さな持ち手が付いた「ラップハンドル」などもあるが、近年はあまり使われなくなった。
なおウェイクボードで使用するロープは、滑走者が転倒した際などに引っ張られた反動で、ハンドルが曳航するボートや乗船者を直撃することがあるので、伸縮のない専用のラインを使用しないと非常に危険である。
ウェイクボード用品のブランドとしては、リキッドフォース(Liquid force)、ハイパーライト(Hyperlite)、ロニックス(Ronix)、CWB、オブライエン(O'brien)、ジョベ(JOBE)、コントロール(CTRL)などがあり、アメリカ / ヨーロッパに本社を置く会社が多い。

## ウェイクボードを曳航するボート
ウェイクボードは、水上バイクからウェイクボード専用艇まで様々なモーターボートなどにより曳航される。
通常の曳航速度は概ね時速25 km（初心者）～35 km（中・上級者）程度で、水上スキーと比べ若干遅い速度で曳航する。
ウェイクボード専用艇は様々なトリックに対応するために、水上スキー用の曳航艇など他のボートと比べてより大きな曳き波を作るためのバラストを船体に持っており、船体を沈ませて比較的大馬力のエンジンで推進させている。エンジンは船体最後部に通常とは反対向きに設置され、前部に変速装置を置く「Vドライブ」という駆動方式のものが主流。これにより、より大きな曳き波を立てるための加重点を船尾に置くことが出来ると共に、プロペラを船体の最後部より前方に設置することが出来るようになり、滑走者の安全が図られている。また専用艇には多くの場合、ラインをボートの高い位置に接続するためのタワーと呼ばれるやぐらが装備されており、ラインのボート側接続高を水面より約2mほど高く保つことにより、ジャンプなどが容易に出来るように設計されている。ウェイクボード専用艇はアメリカ製のボートが多いが、ヤマハ発動機の「エアロギア」など、国内メーカーも一部生産を行っている。アメリカ製のボートには淡水仕様が多い。
水上バイクで曳航する場合は、滑走者の状況を常に確認するために、後方確認者を同乗させることが強く推奨されている。また船外機船で曳航する場合には、入出水時に滑走者やラインがプロペラに巻き込まれないよう、特にエンジンの頻繁な停止に留意する必要がある。
初心者が加速力の弱い低馬力の水上バイクやボートでウェイクボードを行う場合、板に十分な浮力が発生する前に立とうとして板を沈ませてしまい、なかなか立てないことがある。

## 歴史
ウェイクボードは、1980年代初頭にスコットランドのプロエクストリームスポーツプレーヤーであったロクラン・スノーウィーが提唱した「スカーフィング」を起源として、ニュージーランドのサーフボード製作者であるアラン・バーンとケビン・ジャレットなどによって「スカーフボード」として考案された。その後「スカーフボード」はオーストラリアのジェフ・ダービーらに貸し出され、同国のクイーンズランド州でも製作されるようになる。最初に量産された樹脂成形型の「スカーフボード」は、オーストラリアのサーフボード製作者であるブルース・マッキーとミッチェル・ロスにより、「マック・スキー」という商品名でオーストラリア国内にて発売される。以後、商品名は「SSS」、「ウェイクスネーク」などと変遷する。この時点の「スカーフボード」は、サーフボード状の板に調整可能なストラップを1本ずつ用いて両足を固定するような方式になっていた。これらの固定方式はマッキーとロスが1984年と1985年に特許を出願して権利を取得している。
マッキーとロスの「マック・スキー」は、アメリカ合衆国でメダリスト・ウォータースキー社によって生産されることになり、「サーフスキー」という商品名で、1984年にシカゴで開催されたIMTECショーにおいて発表される。
この際にカリフォルニア州での販売権取得のためにサンディエゴからショーに訪れていたトニー・フィン（後にリキッドフォース社を創業）は、その後オーストラリアのジェフ・ダービーと生産契約を結び、「スカーファー」の商品名で「スカーフボード」をアメリカ国内で発売する。一部ではこの「スカーファー」という商品名がウェイクボードの起源、またトニー・フィンが考案者と理解されているが、実際には前述のとおりである。
「スカーフボード」を礎として、「ウェイクボード」という名称やコンセプトが、カナダ・バンクーバーのポール・フレーザー、マーレー・フレーザー兄弟や両名が支援するプロスノーボーダーらによって1980年代後半に構築される。これはワシントン州シアトル近郊でハーブ・オブライエンが創業するハイパーライト社によって、グラスファイバーを合成した現在の「ウェイクボード」として製品化される。
「スカーファー」に足全体を固定するバインディングを装着することを考案したテキサス州オースティンのジミー・レドモン、「リキッドフォース」という名称を考案したスカーファー競技者であったハワイのエリック・ペレズ、リキッドフォース社を創業したトニー・フィンなどと共に、1980年代から1990年代にかけてウェイクボードというスポーツは主に北米地域で広く発展し確立された。
なお、ハーブ・オブライエンは2006年にハイパーライト社を去り、スクエア・ワン社を設立して「RONIX」ブランドを発売している。
「スカーフボード」、「スカーファー」、「ウェイクボード」などの名称は、総称して1980年代には「スキーボード」と呼ばれており、1989年には「ワールド・スキーボード・アソシエーション」が設立され、1990年にハワイのカウアイ島で初の世界大会が開かれた。その後同団体は1990年代初頭に「ウェイクボード」の名称が普及したことにより、団体名を「ワールド・ウェイクボード・アソシエーション（WWA-世界ウェイクボード協会）」に変更した。
「ウェイク」とは、英語で曳き波のこと。

## その他
日本のウェイクボード競技組織として、日本ウェイクボード協会（JWBA）がある。
ウェイクボードは、ボート等に曳航されて滑走する形態以外にも、ケーブルパークと呼ばれる水上施設において決められたコースをケーブルに曳かれて滑走する形態がある。（現在日本国内にある常設ケーブルパークは、兵庫県西宮市のジャパン・ウォータースポーツ・コンプレックス1ヶ所のみ。）